# Голуб малий
Го́луб малий (Patagioenas goodsoni) — вид голубоподібних птахів родини голубових (Columbidae). Мешкає в Колумбії і Еквадорі.

## Опис
Довжина птаха становить 24 см. Голова, шия і груди сірі або пурпурово-сірі, потилиця і верхня частина спини мають пурпуровий відтінок. Плечі, спина і надхвістя оливково-коричневі або темно-пурпурово-коричневі. Крила і хвіст бронзово-сірі, іноді з пурпуровим відтінком, стернові і махові пера темно-оливково-коричневі. Живіт і гузка рудувато-коричневі, нижні покривні пера хвоста бордові. Райдужки білуваті, навколо очей сіро-пурпурові кільця. Дзьоб чорний, лапи червоні. Самиці і молоді птахи є дещо тьмянішими за самців.

## Поширення і екологія
Малі голуби мешкають на заході Колумбії та на північному заході Еквадору. Вони живуть у вологих рівнинних і гірських тропічних лісах. Зустрічаються невеликими зграйками, на висоті до 1000 м над рівнем моря, місцями на висоті до 1500 м над рівнем моря. Ведуть деревний спосіб життя, живляться плодами і ягодами, яких шукають в кронах дерев, зокрема омелою. 